# 박은하 (외교관)

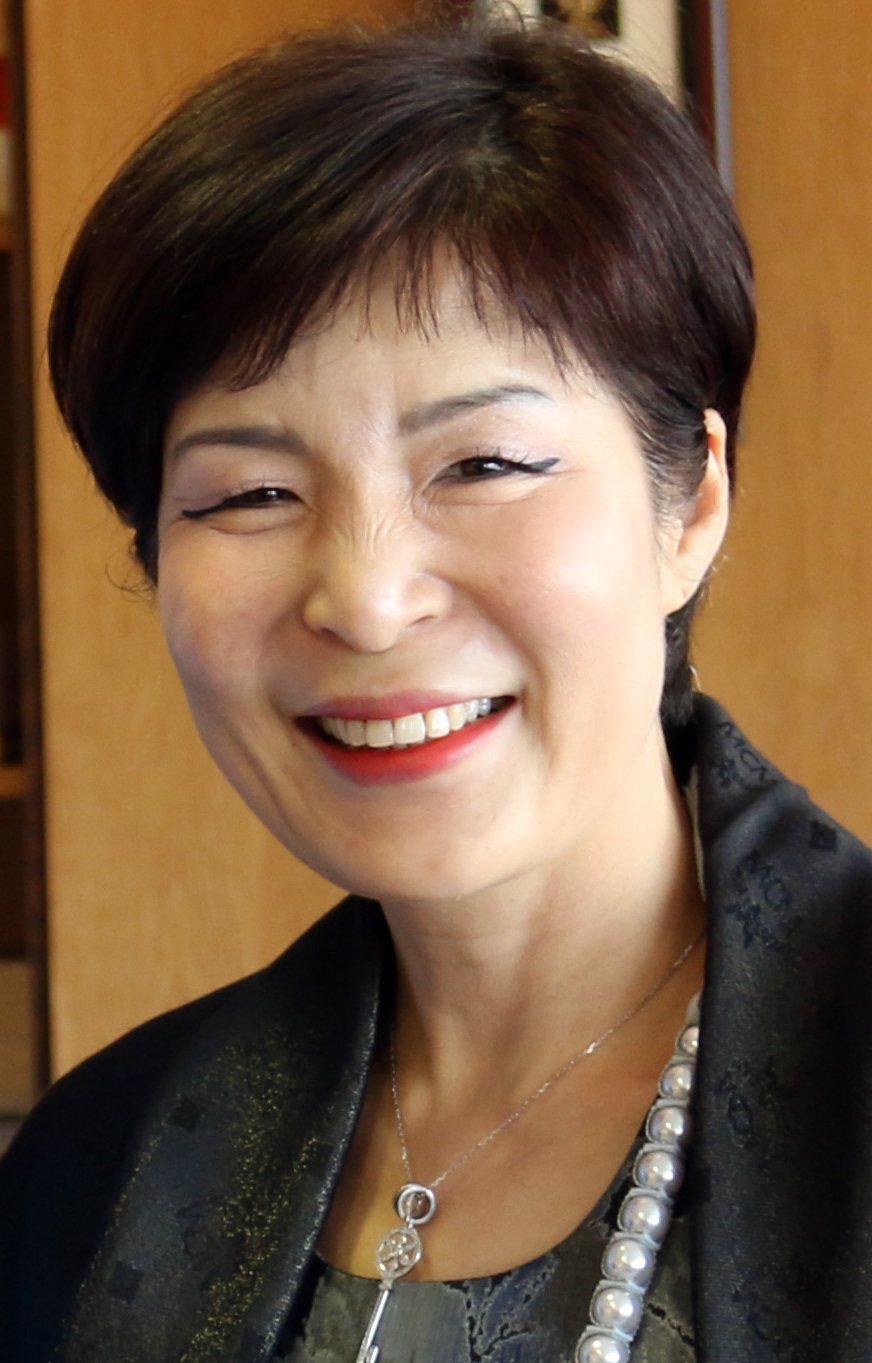

박은하(朴銀夏, 1962년 2월 23일 ~ )는 대한민국의 외교관이다. 2018년 8월 주영대사에 임명되었다.

## 학력
- ~ 1989 컬럼비아대학교 대학원 국제관계학 석사
- ~ 1984 연세대학교 사학과 학사

## 경력
- 2023.01 2030부산월드엑스포 범시민유치위원장
- 2021.08 부산광역시청 국제관계대사
- 2018.08 ~ 2021.06 주영국 대한민국 대사관 대사
- 2017.02 ~ 2018.08 외교부 공공외교대사
- 2014.01 ~ 2017.02 주중국 대한민국 대사관 공사
- 2011.03 외교통상부 개발협력국 국장
- 2006.11 주유엔 대한민국 대표부 공사참사관
- 2003.07 주중국 대한민국 대사관 참사관
- 2002.07 외교통상부 지역협력과 과장
- 2001.02 외교안보연구원 기획조사과 과장
- 1996.06 주뉴욕 대한민국 총영사관 영사
- 1995.12 주유엔 대한민국 대표부 2등서기관
- 1989.05 주인도 대한민국 대사관 2등서기관
- 1985.06 외무부
- 1985 제19회 외무고시 합격